# Indianapolis 500 in 2015
De 99e editie van de Indianapolis 500 werd gereden op zondag 24 mei 2015 op de Indianapolis Motor Speedway in Indianapolis in de staat Indiana. Ryan Hunter-Reay wist zijn titel niet te verdedigen. Scott Dixon wist zich op pole positie te kwalificeren. Juan Pablo Montoya wist de race op zijn naam te schrijven, zijn tweede overwinning nadat hij in 2000 de race ook had gewonnen.
Voorafgaand aan deze race werd er een race verreden op het binnencircuit, deze werd gewonnen door Will Power.

## Inschrijvingen
Aan deze race namen zes Indy 500-winnaars mee. Regerend winnaar Ryan Hunter-Reay kwam uit voor Andretti Autosport. Tony Kanaan en Scott Dixon kwamen uit voor Chip Ganassi Racing. Drievoudig winnaar Hélio Castroneves en Juan Pablo Montoya namen deel met Team Penske. Tot slot neemt Buddy Lazier, de kampioen van 1996, net als vorig jaar deel aan de race met een eigen team.
Ryan Briscoe verving James Hinchcliffe na een zware crash op maandag 18 mei. Tristan Vautier verving Carlos Huertas na de kwalificatie omdat hij een oorontsteking had. Vautier kwalificeerde eerder al de auto van James Davison.
| Nr                           | Rijders              | Team                                 | Sponsor(s)                             | Motor     |
| ---------------------------- | -------------------- | ------------------------------------ | -------------------------------------- | --------- |
| 1                            | Will Power           | Team Penske                          | Verizon                                | Chevrolet |
| 2                            | Juan Pablo Montoya W | Team Penske                          | Verizon                                | Chevrolet |
| 3                            | Hélio Castroneves W  | Team Penske                          | Verizon                                | Chevrolet |
| 4                            | Stefano Coletti R    | KV Racing Technology                 |                                        | Chevrolet |
| 5                            | James Hinchcliffe    | Schmidt Peterson Motorsports         | Arrow/Lucas Oil                        | Honda     |
| 5                            | Ryan Briscoe         | Schmidt Peterson Motorsports         | Arrow/Lucas Oil                        | Honda     |
| 6                            | J.R. Hildebrand      | CFH Racing                           | Preferred Freezer                      | Chevrolet |
| 7                            | James Jakes          | Schmidt Peterson Motorsports         |                                        | Honda     |
| 8                            | Sage Karam           | Chip Ganassi Racing Teams            | Comfort Revolution/Big Machine Records | Chevrolet |
| 9                            | Scott Dixon W        | Chip Ganassi Racing Teams            | Target                                 | Chevrolet |
| 10                           | Tony Kanaan W        | Chip Ganassi Racing Teams            | NTT Data                               | Chevrolet |
| 11                           | Sébastien Bourdais   | KVSH Racing                          | Hydroxycut/HAUS Vaporizer              | Chevrolet |
| 14                           | Takuma Sato          | A.J. Foyt Enterprises                | ABC Supply                             | Honda     |
| 15                           | Graham Rahal         | Rahal Letterman Lanigan Racing       | Steak 'n Shake                         | Honda     |
| 17                           | Sebastián Saavedra   | Chip Ganassi Racing Teams            | AFS                                    | Chevrolet |
| 18                           | Carlos Huertas       | Dale Coyne Racing                    |                                        | Honda     |
| 18                           | Tristan Vautier      | Dale Coyne Racing                    |                                        | Honda     |
| 19                           | Dale Coyne Racing    |                                      | Honda                                  |           |
| 19                           | Dale Coyne Racing    | James Davison                        | Honda                                  |           |
| 20                           | Ed Carpenter         | CFH Racing                           | Fuzzy's Vodka                          | Chevrolet |
| 21                           | Josef Newgarden      | CFH Racing                           | Century 21                             | Chevrolet |
| 22                           | Simon Pagenaud       | Team Penske                          | Avaya                                  | Chevrolet |
| 24                           | Townsend Bell        | Dreyer and Reinbold – Kingdom Racing | Robert Graham                          | Chevrolet |
| 25                           | Justin Wilson        | Andretti Autosport                   |                                        | Honda     |
| 26                           | Carlos Muñoz         | Andretti Autosport                   | AndrettiTV Cinsay                      | Honda     |
| 27                           | Marco Andretti       | Andretti Autosport                   | Snapple                                | Honda     |
| 28                           | Ryan Hunter-Reay W   | Andretti Autosport                   | DHL                                    | Honda     |
| 29                           | Simona De Silvestro  | Andretti Autosport                   | TE Connectivity                        | Honda     |
| 32                           | Oriol Servià         | Rahal Letterman Lanigan Racing       |                                        | Honda     |
| 41                           | Jack Hawksworth      | A.J. Foyt Enterprises                | ABC Supply                             | Honda     |
| 43                           | Conor Daly           | Sam Schmidt Motorsports              | FUELED by BACON Special                | Honda     |
| 48                           | Alex Tagliani        | A.J. Foyt Enterprises                | Alfe Heat Treating Special             | Honda     |
| 63                           | Pippa Mann           | Dale Coyne Racing                    |                                        | Honda     |
| 83                           | Charlie Kimball      | Chip Ganassi Racing Teams            | Novo Nordisk                           | Chevrolet |
| 88                           | Bryan Clauson        | KVSH Racing/Jonathan Byrd's Racing   | Cancer Treatment Centers of America    | Chevrolet |
| 91                           | Buddy Lazier W       | Lazier Partners Racing               | Wynn Institute for Vision Research     | Chevrolet |
| 98                           | Gabby Chaves R       | BHA with Curb-Agajanian              | Bowers & Wilkins/Curb                  | Honda     |
| Officiële inschrijvingslijst |                      |                                      |                                        |           |

## Kwalificatie – Zondag 17 mei
Na ongelukken in de training van Hélio Castroneves, Pippa Mann, Josef Newgarden en op de ochtend van de kwalificatiesessie Ed Carpenter werd de kwalificatie uitgesteld vanwege veiligheidsredenen. De zogeheten "Fast Nine Shootout", waarin de snelste negen coureurs uit de eerste sessie om de pole position strijden, werd geschrapt. Er werd wel een shootout gehouden tussen de laatste vier coureurs, waarin bepaald wordt welke drie auto's zich op de laatste startrij kwalificeren. Elke coureur kreeg één kwalificatiepoging, waarin de gemiddelde snelheid over vier ronden bepalend is voor de startposities.
Door deze reglementswijzigingen werden er geen punten uitgereikt voor de kwalificatie.
| 1                   | 9  | Scott Dixon (W)        | Chip Ganassi Racing Teams            | Chevrolet | 226.760     |
| 2                   | 1  | Will Power             | Team Penske                          | Chevrolet | 226.350     |
| 3                   | 22 | Simon Pagenaud         | Team Penske                          | Chevrolet | 226.145     |
| 4                   | 10 | Tony Kanaan (W)        | Chip Ganassi Racing Teams            | Chevrolet | 225.503     |
| 5                   | 3  | Hélio Castroneves (W)  | Team Penske                          | Chevrolet | 225.502     |
| 6                   | 25 | Justin Wilson          | Andretti Autosport                   | Honda     | 225.279     |
| 7                   | 11 | Sébastien Bourdais     | KVSH Racing                          | Chevrolet | 225.193     |
| 8                   | 27 | Marco Andretti         | Andretti Autosport                   | Honda     | 225.189     |
| 9                   | 21 | Josef Newgarden        | CFH Racing                           | Chevrolet | 225.187     |
| 10                  | 6  | J.R. Hildebrand        | CFH Racing                           | Chevrolet | 225.099     |
| 11                  | 26 | Carlos Muñoz           | Andretti Autosport                   | Honda     | 225.042     |
| 12                  | 20 | Ed Carpenter           | CFH Racing                           | Chevrolet | 224.883     |
| 13                  | 32 | Oriol Servià           | Rahal Letterman Lanigan Racing       | Honda     | 224.777     |
| 14                  | 83 | Charlie Kimball        | Chip Ganassi Racing Teams            | Chevrolet | 224.743     |
| 15                  | 2  | Juan Pablo Montoya (W) | Team Penske                          | Chevrolet | 224.657     |
| 16                  | 28 | Ryan Hunter-Reay (W)   | Andretti Autosport                   | Honda     | 224.573     |
| 17                  | 15 | Graham Rahal           | Rahal Letterman Lanigan Racing       | Honda     | 224.290     |
| 18                  | 18 | Carlos Huertas         | Dale Coyne Racing                    | Honda     | 224.233     |
| 19                  | 29 | Simona De Silvestro    | Andretti Autosport                   | Honda     | 223.838     |
| 20                  | 7  | James Jakes            | Schmidt Peterson Motorsports         | Honda     | 223.790     |
| 21                  | 19 | Tristan Vautier        | Dale Coyne Racing                    | Honda     | 223.747     |
| 22                  | 48 | Alex Tagliani          | A.J. Foyt Enterprises                | Honda     | 233.722     |
| 23                  | 22 | Sage Karam             | Chip Ganassi Racing Teams            | Chevrolet | 223.595     |
| 24                  | 5  | James Hinchcliffe      | Schmidt Peterson Motorsports         | Honda     | 223.519     |
| 25                  | 43 | Conor Daly             | Schmidt Peterson Motorsports         | Honda     | 223.482     |
| 26                  | 24 | Townsend Bell          | Dreyer and Reinbold – Kingdom Racing | Chevrolet | 223.447     |
| 27                  | 14 | Takuma Sato            | A.J. Foyt Enterprises                | Honda     | 223.226     |
| 28                  | 63 | Pippa Mann             | Dale Coyne Racing                    | Honda     | 223.104     |
| 29                  | 98 | Gabby Chaves (R)       | Bryan Herta Autosport                | Honda     | 222.916     |
| 30                  | 17 | Sebastián Saavedra     | Chip Ganassi Racing Teams            | Chevrolet | 222.898     |
| Posities 31–33      |    |                        |                                      |           |             |
| 31                  | 41 | Jack Hawksworth        | A.J. Foyt Enterprises                | Honda     | 222.787     |
| 32                  | 4  | Stefano Coletti (R)    | KV Racing Technology                 | Chevrolet | 221.912     |
| 33                  | 88 | Bryan Clauson          | KVSH Racing/Jonathan Byrd's Racing   | Chevrolet | 220.523     |
| Niet gekwalificeerd |    |                        |                                      |           |             |
| 34                  | 91 | Buddy Lazier (W)       | Lazier Partners Racing               | Chevrolet | Geen poging |
| Officiële uitslag   |    |                        |                                      |           |             |

### Shootout laatste rij
| 31                  | 41 | Jack Hawksworth     | A.J. Foyt Enterprises              | Honda     | 223.738 |
| 32                  | 4  | Stefano Coletti (R) | KV Racing Technology               | Chevrolet | 222.001 |
| 33                  | 88 | Bryan Clauson       | KVSH Racing/Jonathan Byrd's Racing | Chevrolet | 221.358 |
| Niet gekwalificeerd |    |                     |                                    |           |         |
| 34                  | 91 | Buddy Lazier (W)    | Lazier Partners Racing             | Chevrolet | 220.153 |
| Officiële uitslag   |    |                     |                                    |           |         |

## Startgrid
1 James Hinchcliffe kwalificeerde auto #5 op plaats 24, maar raakte de dag na de kwalificatie geblesseerd door een zware crash. Hij werd vervangen door Ryan Briscoe, die achteraan moest starten.

2 Carlos Huertas kwalificeerde auto #18 op de achttiende plaats, maar werd na de kwalificatie gediagnosticeerd met een oorontsteking. Hij werd vervangen door Tristan Vautier, die achteraan moest starten.

3 Tristan Vautier kwalificeerde auto #19 voor James Davison, die op dat moment een race had in de Pirelli World Challenge. Zoals de reglementen voorschrijven, moest de auto, die oorspronkelijk als 21e was gekwalificeerd, achteraan starten.
| Rij | Binnen | Binnen               | Midden | Midden                | Buiten | Buiten                 |
| --- | ------ | -------------------- | ------ | --------------------- | ------ | ---------------------- |
| 1   | 9      | Scott Dixon (W)      | 1      | Will Power            | 22     | Simon Pagenaud         |
| 2   | 10     | Tony Kanaan (W)      | 3      | Hélio Castroneves (W) | 25     | Justin Wilson          |
| 3   | 11     | Sebastien Bourdais   | 27     | Marco Andretti        | 21     | Josef Newgarden        |
| 4   | 6      | J.R. Hildebrand      | 26     | Carlos Muñoz          | 20     | Ed Carpenter           |
| 5   | 32     | Oriol Servià         | 83     | Charlie Kimball       | 2      | Juan Pablo Montoya (W) |
| 6   | 28     | Ryan Hunter-Reay (W) | 15     | Graham Rahal          | 29     | Simona De Silvestro    |
| 7   | 7      | James Jakes          | 48     | Alex Tagliani         | 8      | Sage Karam             |
| 8   | 43     | Conor Daly           | 24     | Townsend Bell         | 14     | Takuma Sato            |
| 9   | 63     | Pippa Mann           | 98     | Gabby Chaves (R)      | 17     | Sebastián Saavedra     |
| 10  | 41     | Jack Hawksworth      | 4      | Stefano Coletti (R)   | 88     | Bryan Clauson          |
| 11  | 5      | Ryan Briscoe1        | 18     | Tristan Vautier2      | 19     | James Davison3         |

- (W) = Voormalig Indianapolis 500 winnaars
- (R) = Indianapolis 500 rookie

## Race uitslag
| Positie           | Nr | Rijder                 | Team                                 | Motor     | Ronden | Tijd/Opgave  | Pitstops | Grid | Ronden aan de leiding | Punten |
| ----------------- | -- | ---------------------- | ------------------------------------ | --------- | ------ | ------------ | -------- | ---- | --------------------- | ------ |
| 1                 | 2  | Juan Pablo Montoya (W) | Team Penske                          | Chevrolet | 200    | 3:05:56.5286 |          | 15   | 9                     | 101    |
| 2                 | 1  | Will Power             | Team Penske                          | Chevrolet | 200    | +0.104       |          | 2    | 23                    | 81     |
| 3                 | 83 | Charlie Kimball        | Chip Ganassi Racing Teams            | Chevrolet | 200    | +0.795       |          | 14   | 10                    | 71     |
| 4                 | 9  | Scott Dixon (W)        | Chip Ganassi Racing Teams            | Chevrolet | 200    | +1.029       |          | 1    | 84                    | 67     |
| 5                 | 15 | Graham Rahal           | Rahal Letterman Lanigan Racing       | Honda     | 200    | +2.312       |          | 17   |                       | 60     |
| 6                 | 27 | Marco Andretti         | Andretti Autosport                   | Honda     | 200    | +2.539       |          | 8    |                       | 56     |
| 7                 | 3  | Hélio Castroneves (W)  | Team Penske                          | Chevrolet | 200    | +2.782       |          | 5    | 2                     | 53     |
| 8                 | 6  | J.R. Hildebrand        | CFH Racing                           | Chevrolet | 200    | +3.563       |          | 10   |                       | 48     |
| 9                 | 21 | Josef Newgarden        | CFH Racing                           | Chevrolet | 200    | +4.028       |          | 9    |                       | 44     |
| 10                | 22 | Simon Pagenaud         | Team Penske                          | Chevrolet | 200    | +4.215       |          | 3    | 35                    | 41     |
| 11                | 11 | Sébastien Bourdais     | KVSH Racing                          | Chevrolet | 200    | +5.307       |          | 7    |                       | 38     |
| 12                | 5  | Ryan Briscoe           | Schmidt Peterson Motorsports         | Honda     | 200    | +5.669       |          | 31   |                       | 36     |
| 13                | 14 | Takuma Sato            | A.J. Foyt Enterprises                | Honda     | 200    | +6.168       |          | 24   |                       | 34     |
| 14                | 24 | Townsend Bell          | Dreyer and Reinbold – Kingdom Racing | Chevrolet | 200    | +8.501       |          | 23   |                       | 32     |
| 15                | 28 | Ryan Hunter-Reay (W)   | Andretti Autosport                   | Honda     | 200    | +9.648       |          | 16   |                       | 30     |
| 16                | 98 | Gabby Chaves (R)       | Bryan Herta Autosport                | Honda     | 200    | +10.102      |          | 26   |                       | 28     |
| 17                | 48 | Alex Tagliani          | A.J. Foyt Enterprises                | Honda     | 200    | +11.215      |          | 20   | 2                     | 27     |
| 18                | 7  | James Jakes            | Schmidt Peterson Motorsports         | Honda     | 200    | +12.043      |          | 19   |                       | 24     |
| 19                | 29 | Simona De Silvestro    | Andretti Autosport                   | Honda     | 200    | +12.733      |          | 18   |                       | 22     |
| 20                | 26 | Carlos Muñoz           | Andretti Autosport                   | Honda     | 200    | +39.835      |          | 11   | 3                     | 21     |
| 21                | 25 | Justin Wilson          | Andretti Autosport                   | Honda     | 199    | +1 ronde     |          | 6    | 2                     | 19     |
| 22                | 63 | Pippa Mann             | Dale Coyne Racing                    | Honda     | 197    | +3 ronden    |          | 25   |                       | 16     |
| 23                | 17 | Sebastián Saavedra     | Chip Ganassi Racing Teams            | Chevrolet | 175    | Ongeluk      |          | 27   |                       | 14     |
| 24                | 41 | Jack Hawksworth        | A.J. Foyt Enterprises                | Honda     | 175    | Ongeluk      |          | 28   |                       | 12     |
| 25                | 4  | Stefano Coletti (R)    | KV Racing Technology                 | Chevrolet | 175    | Ongeluk      |          | 29   |                       | 10     |
| 26                | 10 | Tony Kanaan (W)        | Chip Ganassi Racing Teams            | Chevrolet | 151    | Ongeluk      |          | 4    | 30                    | 11     |
| 27                | 19 | James Davison          | Dale Coyne Racing                    | Honda     | 116    | Mechanisch   |          | 33   |                       | 10     |
| 28                | 18 | Tristan Vautier        | Dale Coyne Racing                    | Honda     | 116    | Mechanisch   |          | 32   |                       | 10     |
| 29                | 32 | Oriol Servià           | Rahal Letterman Lanigan Racing       | Honda     | 112    | Ongeluk      |          | 13   |                       | 10     |
| 30                | 20 | Ed Carpenter           | CFH Racing                           | Chevrolet | 112    | Ongeluk      |          | 12   |                       | 10     |
| 31                | 88 | Bryan Clauson          | KVSH Racing/Jonathan Byrd's Racing   | Chevrolet | 61     | Ongeluk      |          | 30   |                       | 10     |
| 32                | 8  | Sage Karam             | Chip Ganassi Racing Teams            | Chevrolet | 0      | Ongeluk      |          | 21   |                       | 10     |
| 33                | 43 | Conor Daly             | Schmidt Peterson Motorsports         | Honda     | 0      | Mechanisch   |          | 22   |                       | 10     |
| Officiële uitslag |    |                        |                                      |           |        |              |          |      |                       |        |